# エウローパ

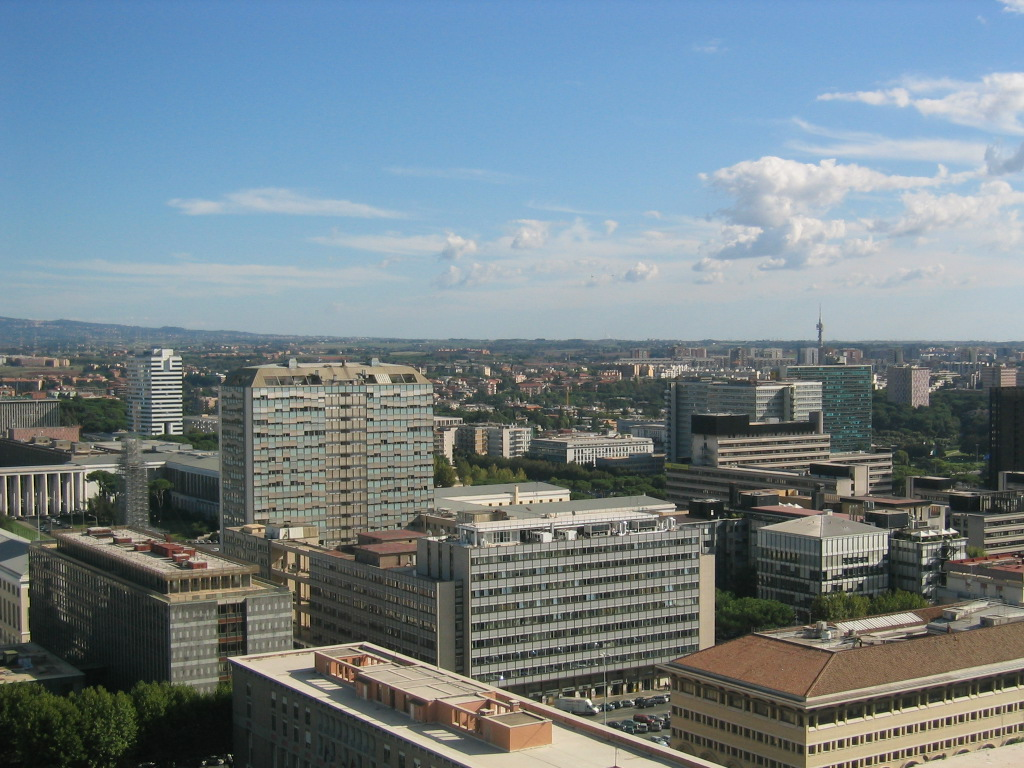
エウローパのスカイライン（2003年）

エウローパは、イタリア共和国の首都ローマの第32番クアルティエーレ区 である。エウル (EUR, Esposizione Universale Roma) とも呼ばれる。1930年代からローマ郊外に建設された都市開発地区 。

## 概要

### ローマ万博

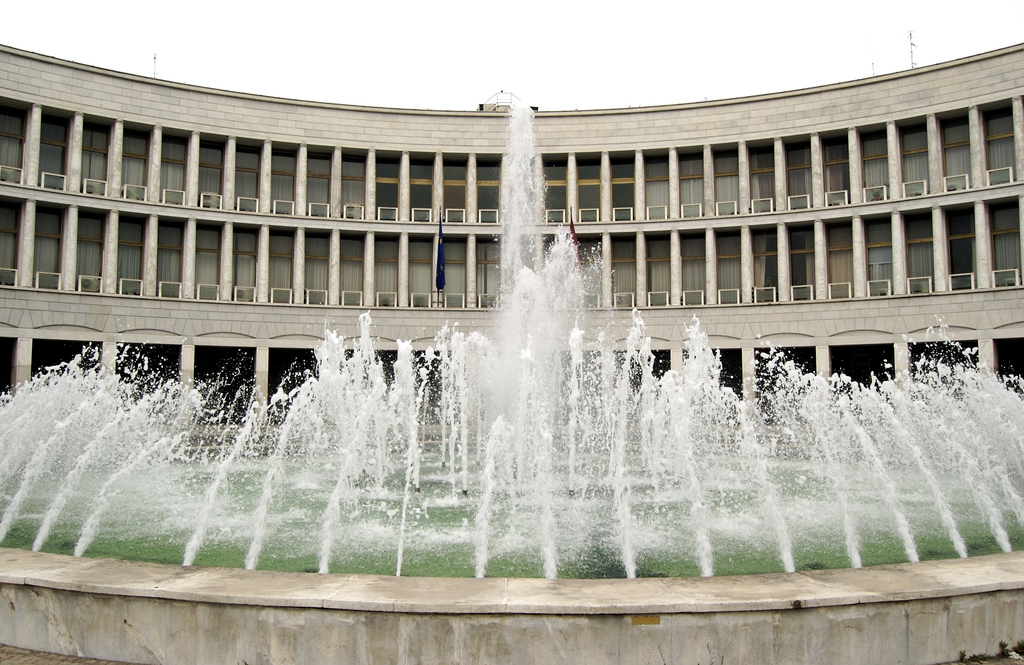
エウル

1935年にファシスト党の党首であったベニート・ムッソリーニが、1942年に開催される予定であった（第二次世界大戦の勃発により中止になった）ローマ万国博覧会（Esposizione Universale di Roma）の開催に向けてローマ近郊に建設した。当初は「E42（Esposizione '42）」という名であったが、後にローマ万国博覧会の略称である「EUR」に変った。中心を貫く軸線上にはアダルベルト・リベラ設計のEUR会議場がある。

### 現在
官公庁やEni本社ビルの他、ローマ文明博物館などの博物館、都市公園、各種スポーツ施設、大規模な集合住宅や商業施設など立地する。

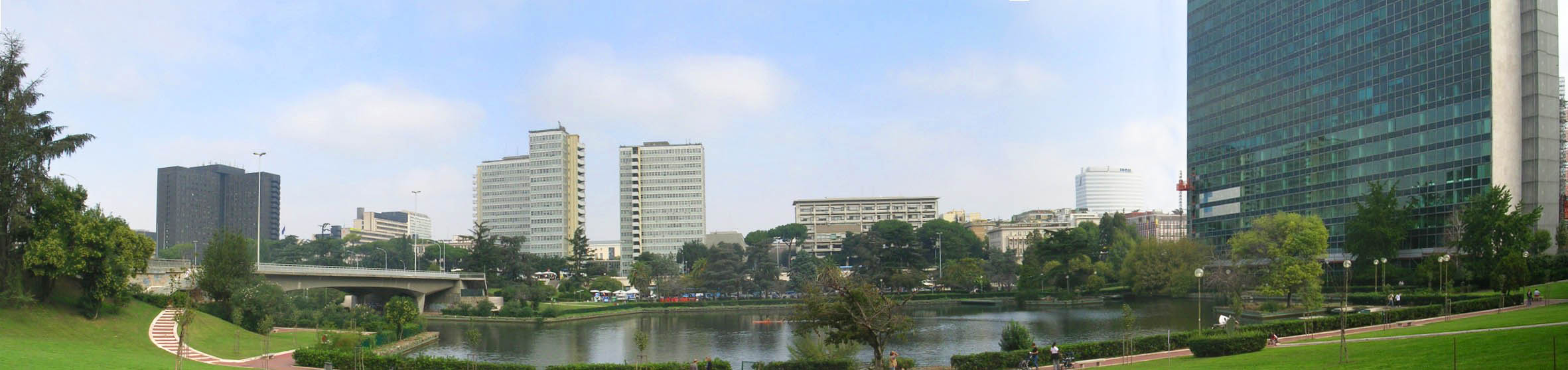
エウルの街並み

## 交通

### 鉄道

#### 地下鉄
- ローマ地下鉄

|  | 最寄り駅は、「エウル・マリアーナ駅」、「エウル・パラスポルト駅」および「エウル・フェルミ駅」。 |

## ギャラリー

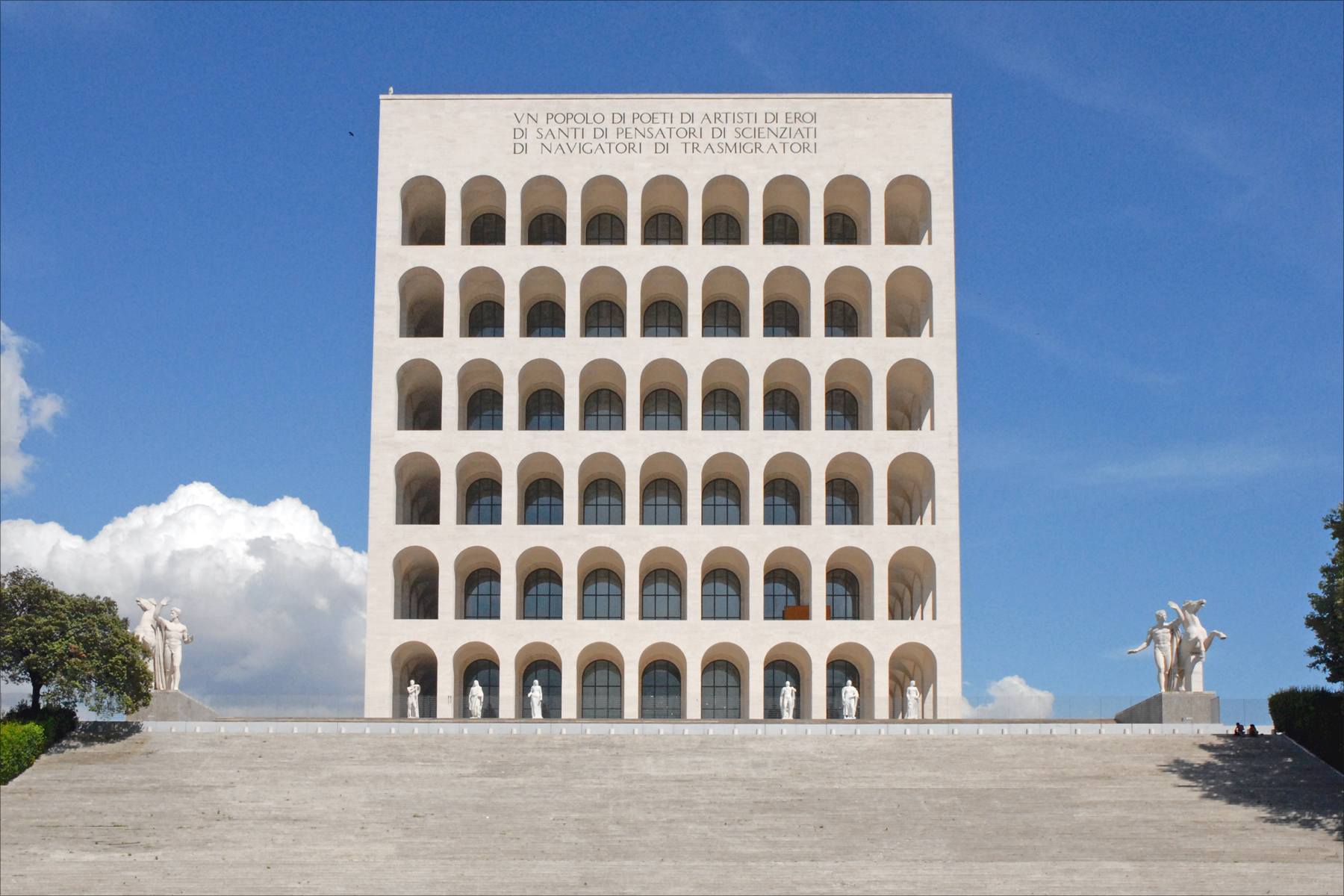
イタリア文明宮殿
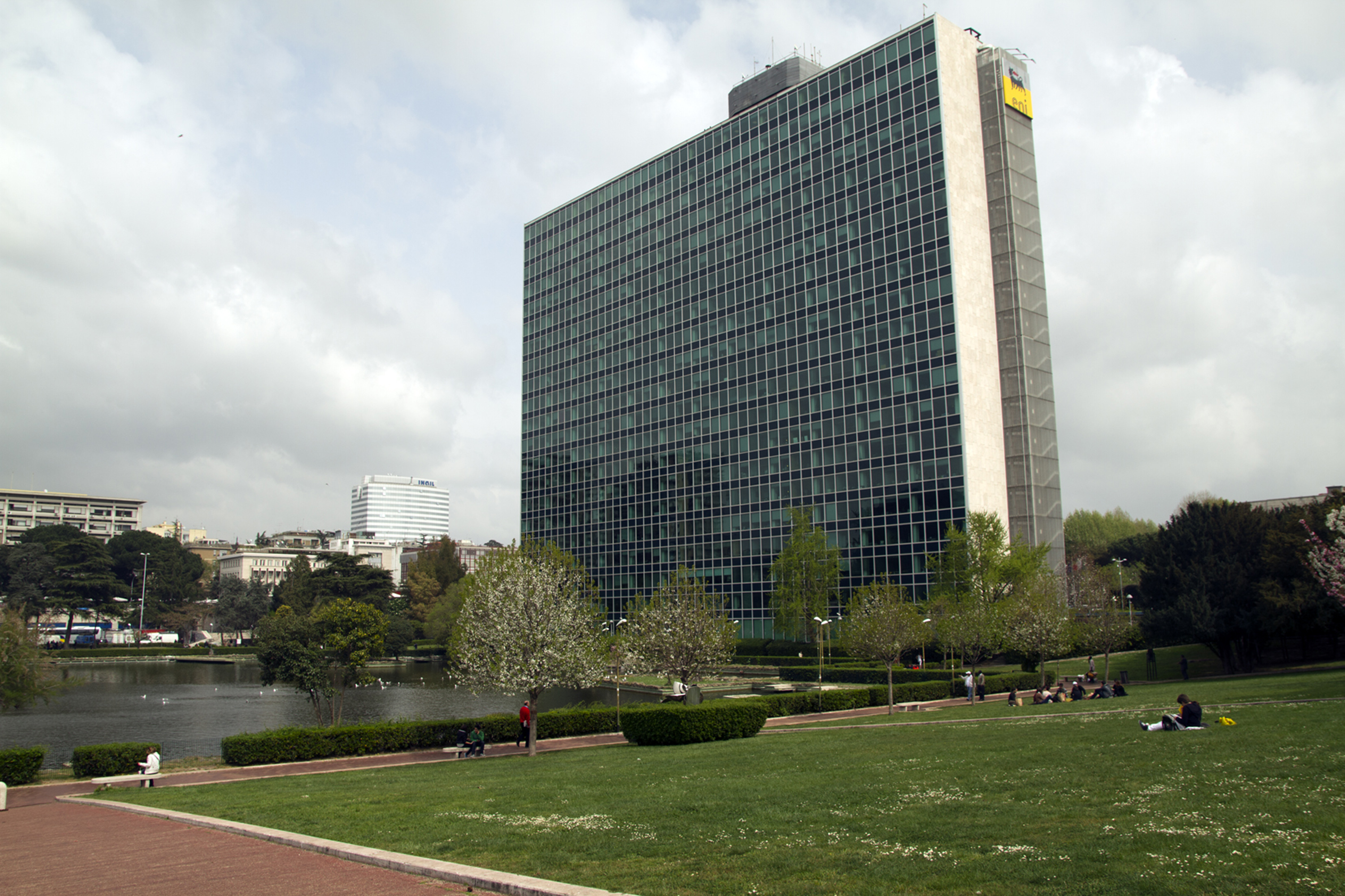
Eniの本社が入るパラッツォ エニ
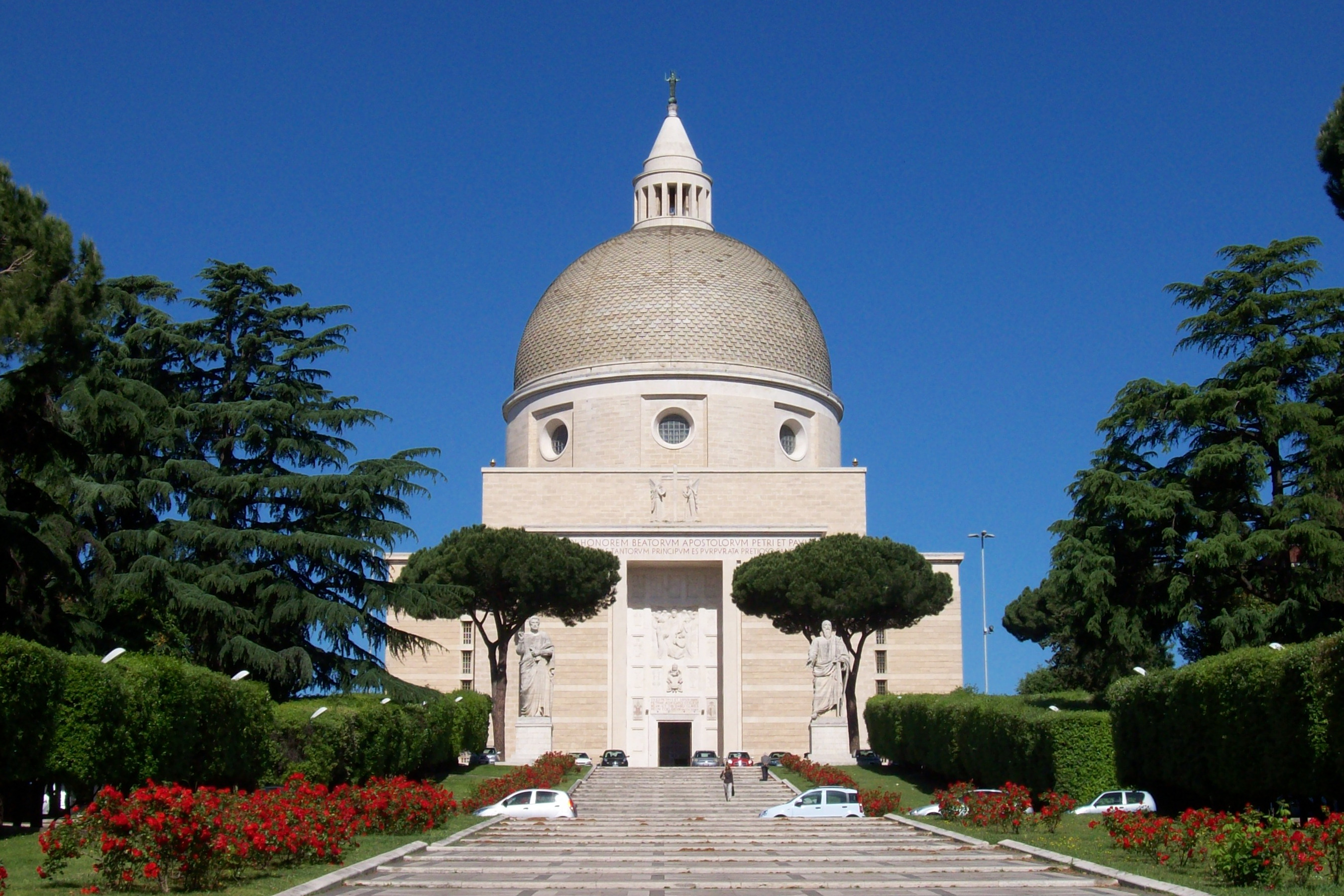
サンティ・ピエトロ・エ・パオロ大聖堂
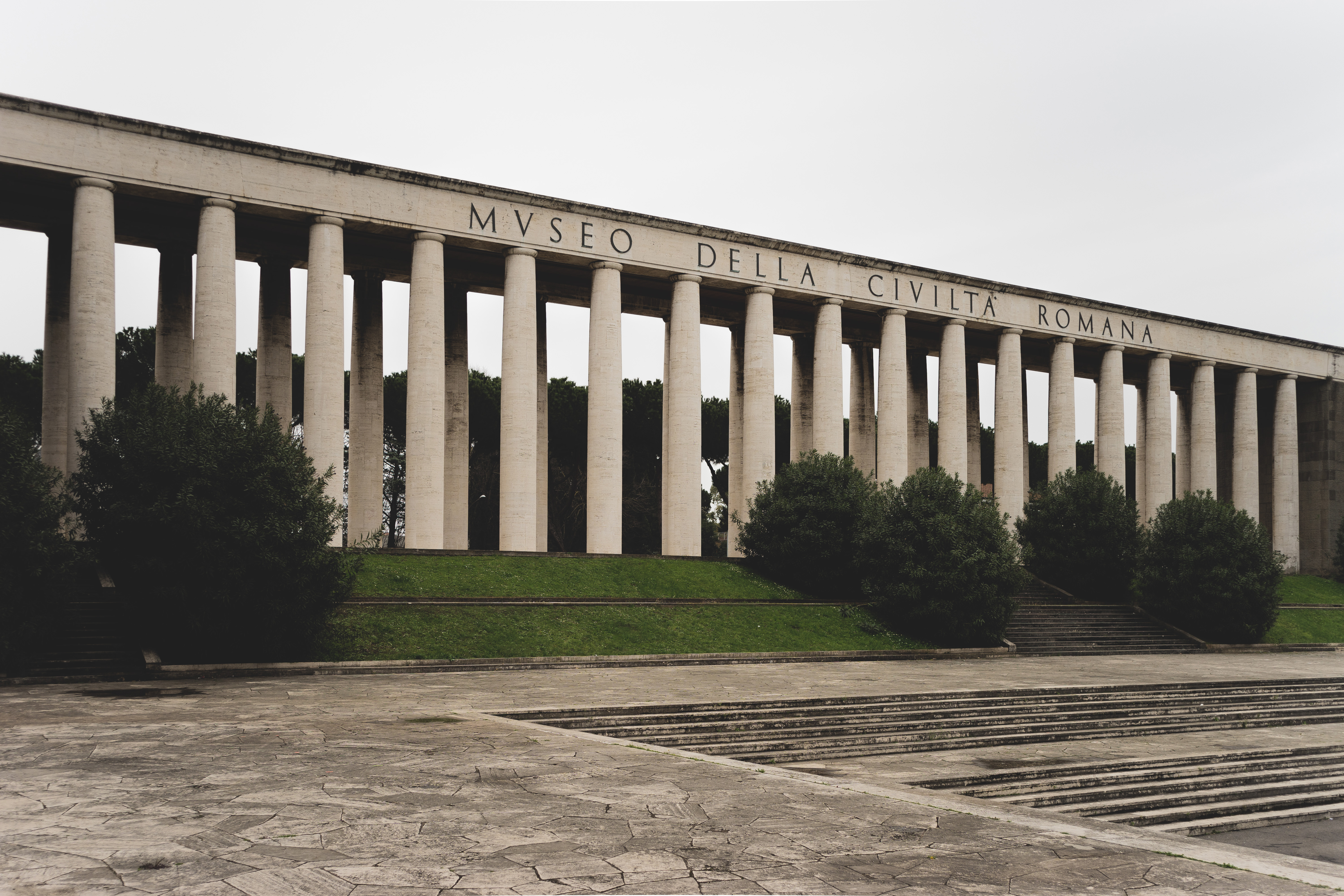
ローマ文明博物館
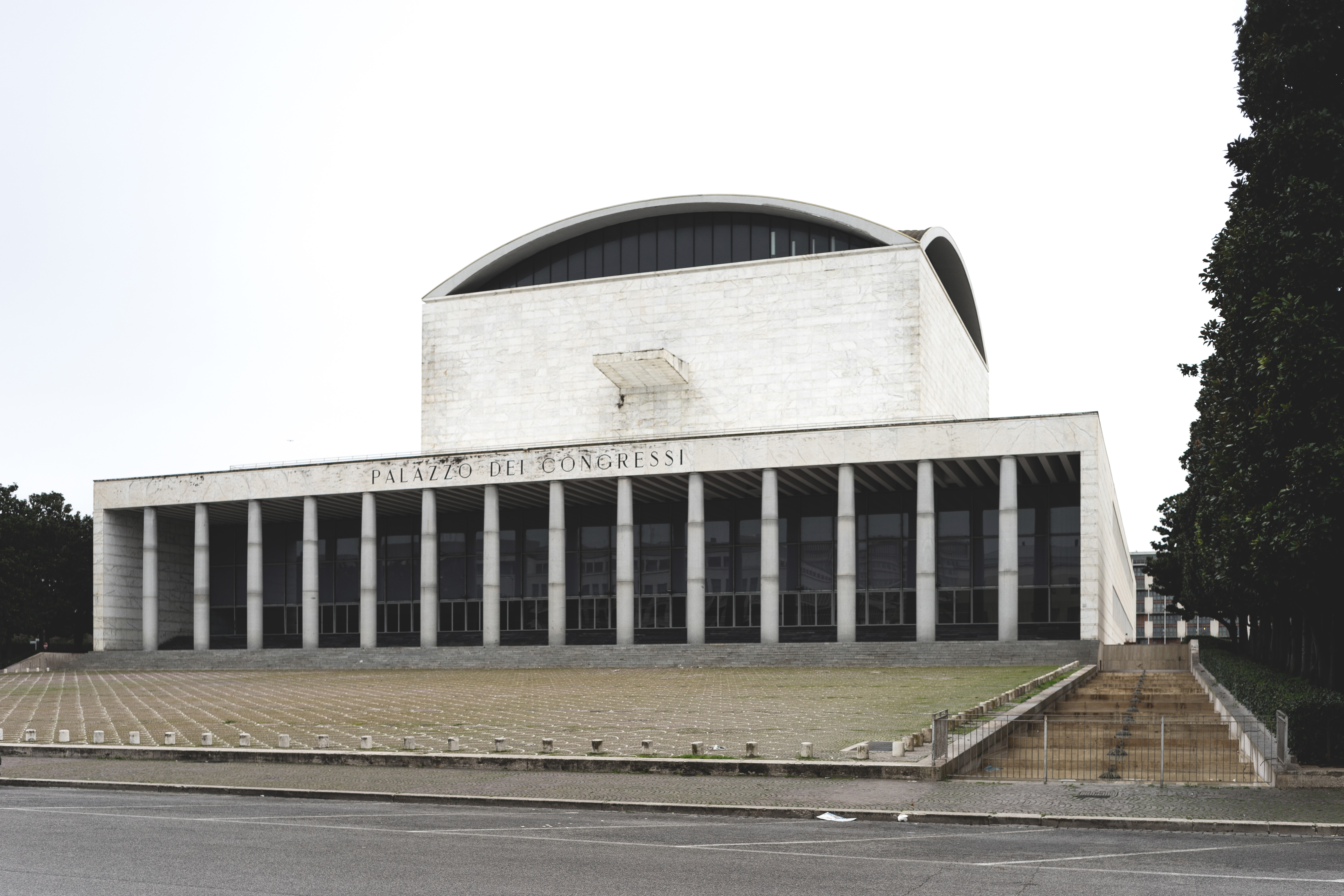
パラッツォデイ コングレッシ
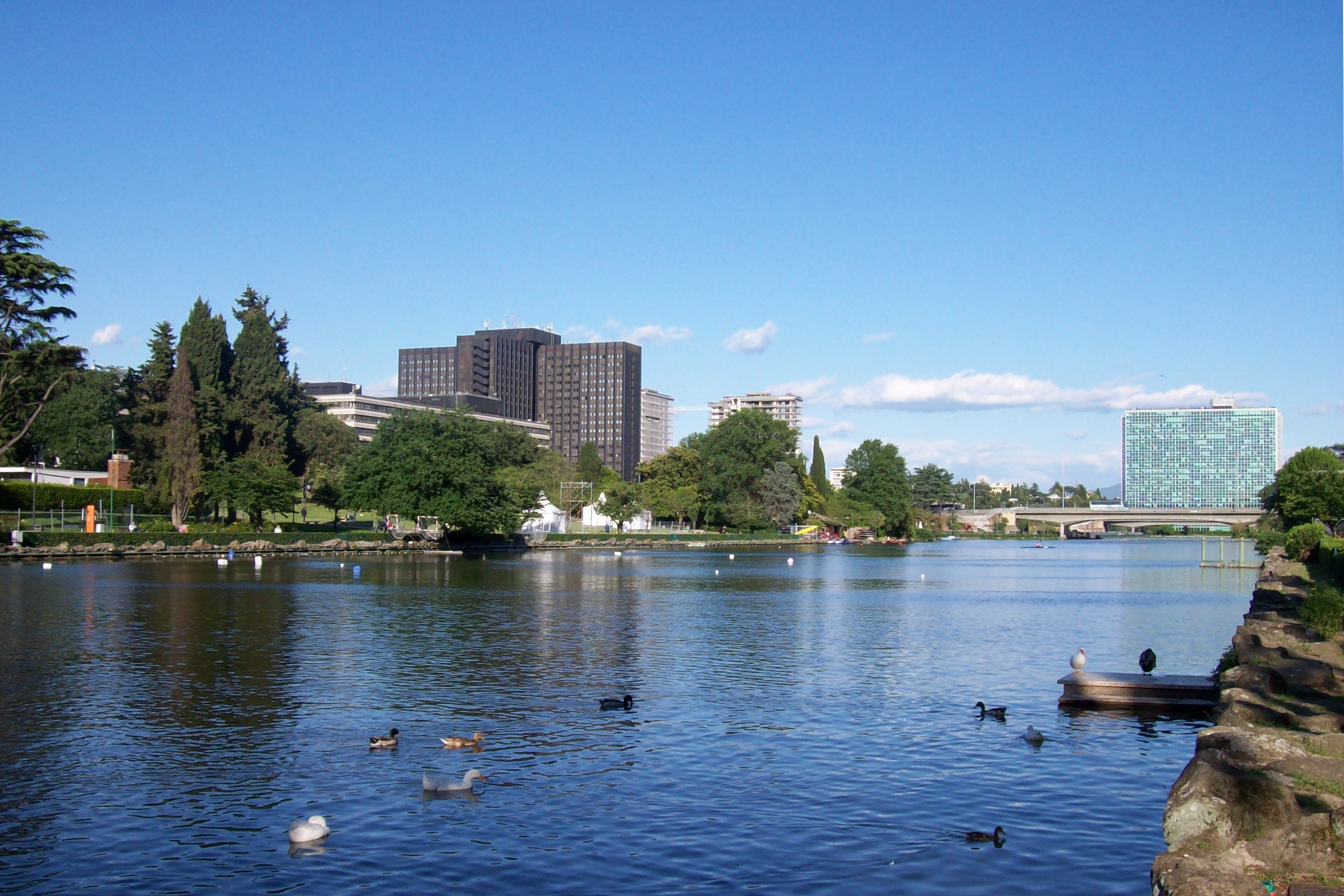
エウル湖

## 関連項目

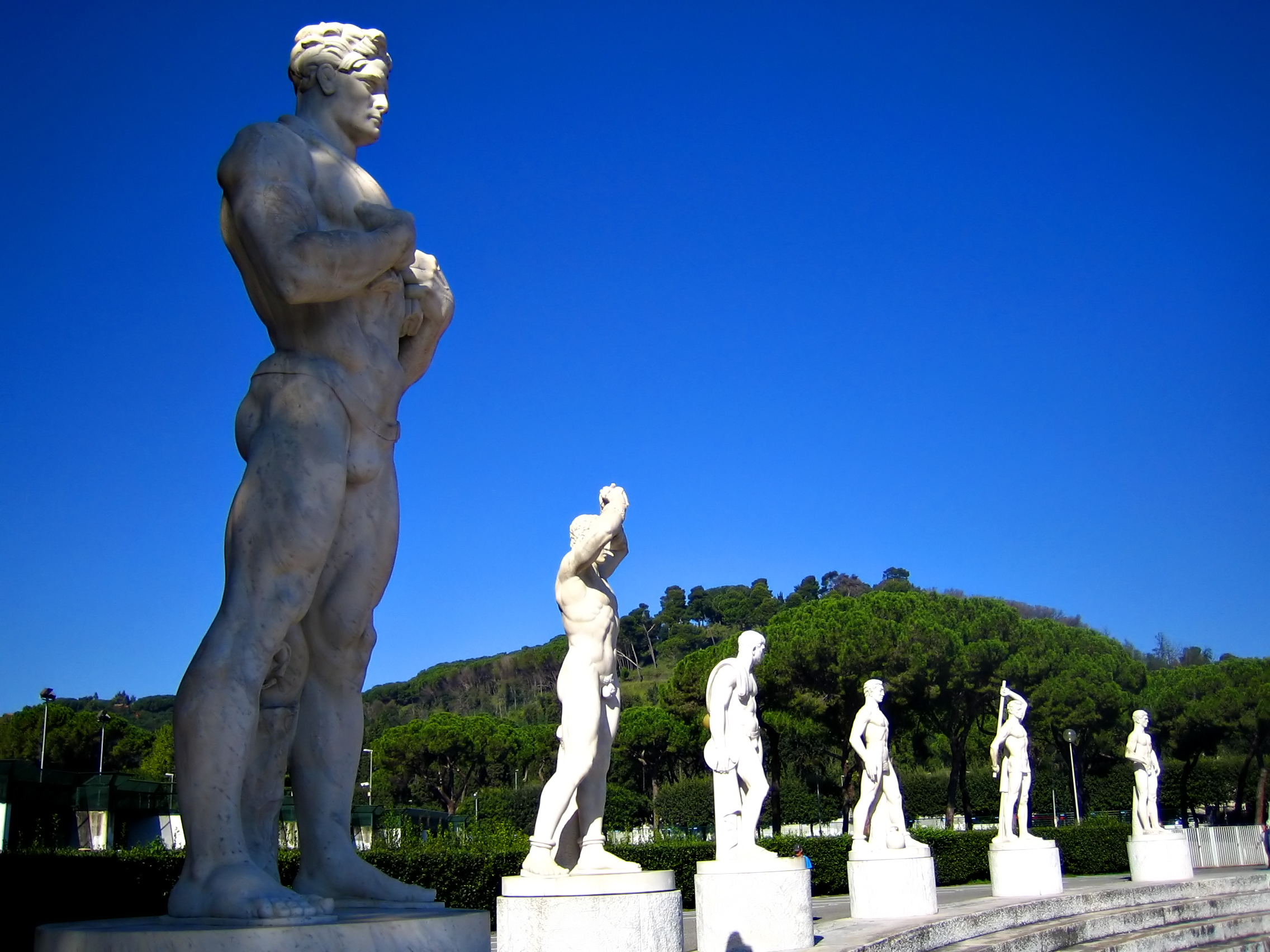
ファロ・イタリコ